# Herophydrus gschwendtneri
Herophydrus gschwendtneri är en skalbaggsart som beskrevs av Omer-cooper 1957. Herophydrus gschwendtneri ingår i släktet Herophydrus och familjen dykare. Inga underarter finns listade i Catalogue of Life.